# Malthinus facialis
Malthinus facialis är en skalbaggsart som beskrevs av Thomson 1864. Malthinus facialis ingår i släktet Malthinus, och familjen flugbaggar. Enligt den svenska rödlistan är arten nära hotad i Sverige. Arten förekommer i Götaland och Öland. Artens livsmiljö är skogslandskap, jordbrukslandskap.